# Wilhelm Christiaan Constant Bleckmann
Wilhelm Christiaan Constant Bleckmann (født 14. februar 1853 i Batavia, død 9. april 1942 i Den Haag) var en nederlandsk kunstmaler, illustrator og tegner.
Bleckmann arbejdede i såvel Indonesien (det daværende Hollandsk Ostindien) og Nederlandene, og hans motiver var især landskaber (naturlige og kultiverede), portrætter og stillebener. Han ernærede sig til tider også som tegnelærer, blandt andet på Kong Vilhelm III-gymnasiet i Batavia.